# Leon Vranken
Leon Vranken (Maaseik, 1975) is een Belgisch kunstenaar en beeldhouwer die leeft en werkt in Antwerpen. Hij doceert In situ aan de Koninklijke Academie voor Schone Kunsten van Antwerpen en verricht samen met Stephan Peleman onderzoek naar artistieke scènes in Antwerpen in de jaren ’50 en ’60.

## Biografie
Leon Vranken studeerde In situ aan de Koninklijke Academie voor Schone Kunsten van Antwerpen. Hij voltooide zijn studies in 2007 aan het HISK in Gent.
In 2009 was Leon Vranken finalist voor de Young Belgian Art Prize in BOZAR.
Voor het evenement Happy Birthday Dear Academie in 2013, de 350ste verjaardag van Koninklijke Academie voor Schone Kunsten van Antwerpen, maakte Vranken het werk 'Raised elevation' dat werd opgesteld tegenover het gebouw van de academie in de Mutsaertstraat. Na het evenement werd het werk permanent opgenomen in de collectie van het Middelheimmuseum.
Met ‘Paper, Scissors, Stone’ stelde hij in 2014 solo tentoon in kunstencentrum Z33 te Hasselt. Hij stripte enkele museumzalen en bouwde een enorme fontein die door twee verdiepingen omhoog spuit. 
In 2015 stelde hij tentoon in LLS Paleis in de Paleisstraat in Antwerpen met de expo '( 1³ ) ² = 1'.
In 2018 maakte hij voor het kunstproject Beaufort het werk 'Fluid Axis'. In de tuin van het Cultuurcentrum Scharpoord in Knokke-Heist plaatste hij boven een fontein drie uitkijktorens in gelakt staal tegen elkaar.

## Werk in openbare collecties
- Raised elevation (2013), Middelheimmuseum, Antwerpen